# Maciço Arabika
O Maciço de Arabika é um maciço próximo de Gagra, Abecásia no Cáucaso ocidental, pela cidade de Gagra. A maior elevação: 2.661m. A caverna mais profunda do mundo, a Caverna Voronya, está situada no maciço.